# Blasius Bender (Abt)

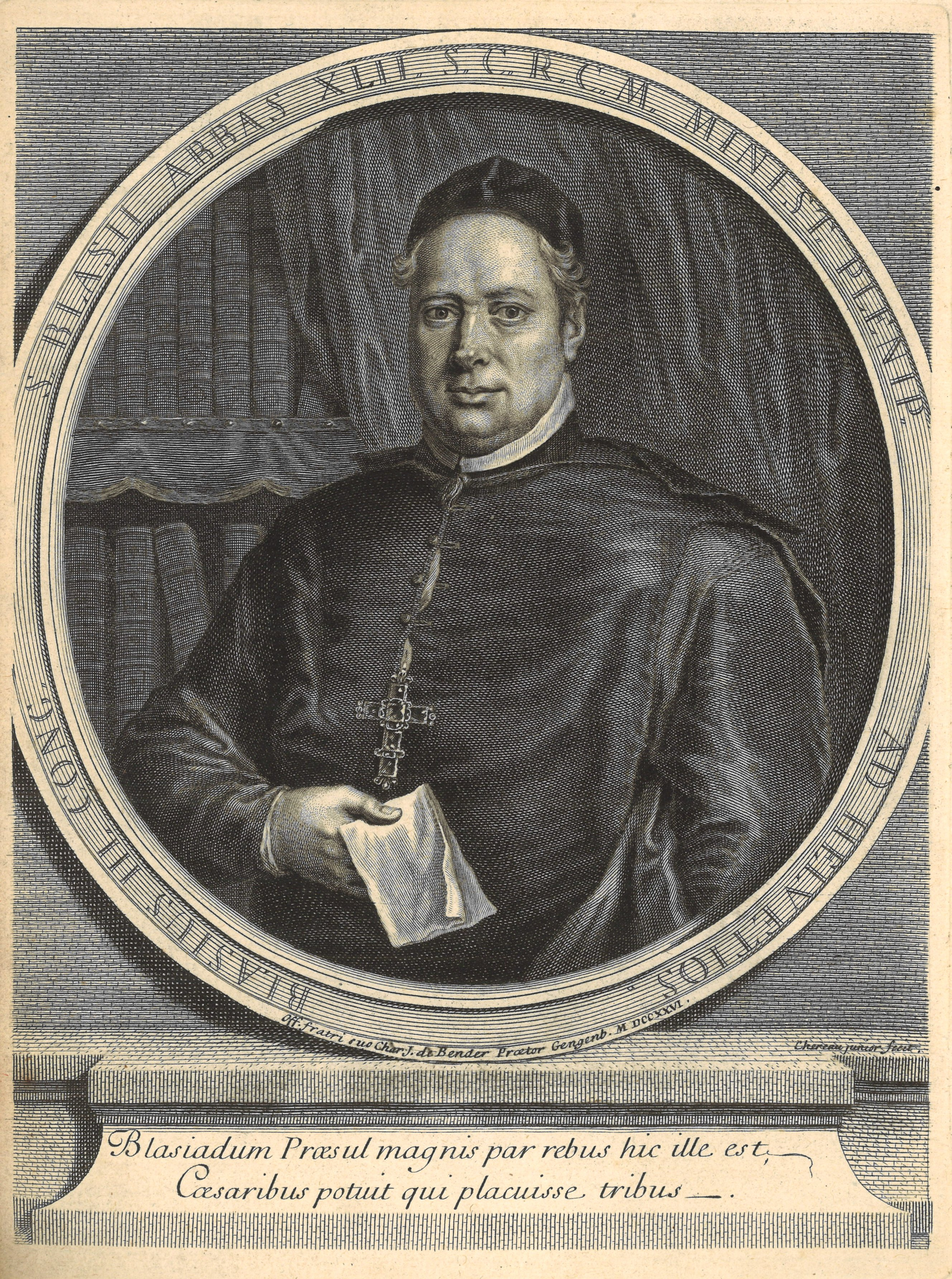
Frontispiz-Kupferstich aus Marquard Herrgott: Vetus Disciplina Monastica, Paris, 1726

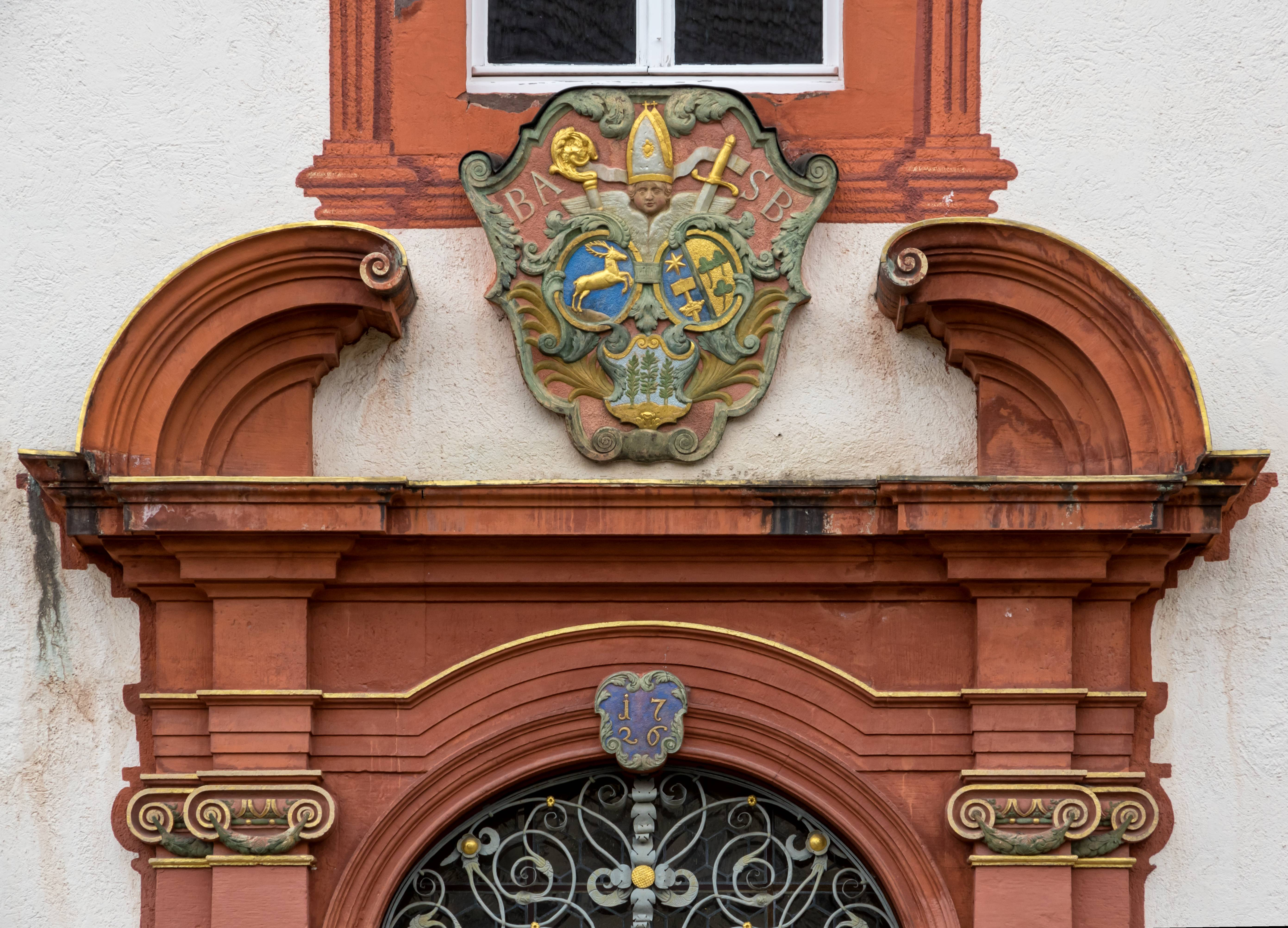
Wappen am Schloss Bonndorf

Blasius Bender, auch Blasius III. Bender, Taufname Franz (* 5. Oktober 1670 in Gengenbach; † 15. Januar 1727 in St. Blasien) war vom 2. Dezember 1720 bis  Januar 1727 Abt des Klosters St. Blasien im Schwarzwald sowie kaiserlicher Erzkaplan und Gesandter.

## Leben
Er besuchte wohl die Schule der Benediktiner in Gengenbach und trat dann in das Kloster St. Blasien ein wo er von seinem Vorgänger Augustinus Fink gefördert wurde.
Während seiner Regierung in St. Blasien wurde das Kloster Sion übernommen. Von 1723 bis 1727 ließ er das Schloss Bonndorf zu einem barocken Landschloss umbauen. Kaiser Franz VI. sendete ihn als Botschafter zu den Eidgenossen. Die Salpetererunruhen konnte er nicht mehr befrieden, dies gelang erst seinem Nachfolger. Er war ein Freund der Wissenschaften und vermehrte die Klosterbibliothek erheblich. Mehrere Mönche, darunter Marquard Herrgott, sandte er nach Paris zum Studium  bei den  Maurinern. Dadurch legte er den Grundstein für die dann folgende Blütezeit der Gelehrtenakademie, die unter Abt Martin Gerbert den Höhepunkt erreichte.

## Familie
Franz war als das ältestes Kind des Reichsschultheißen Johann Christoph Bender und seiner Gattin Anna Maria
Hiller am 5. Okt. 1670 geboren. Der Großvater Johann Bender war Lohnherr 
der Stadt Gengenbach, gehörte einem alten Gengenbacher Honoratiorengeschlecht an; seine Nachfahren führten vielfach das Adelsprädikat „von“, ohne dass jedoch eine Adelsverleihung an die Familie nachweisbar wäre. Seine Ehefrau Anna Maria Hiller, mit der er sich am 9. Nov. 1669 in Gegenbach vermählt hatte, stammte vermutlich aus einem alten Konstanzer Geschlecht sie war die Tochter des Hans Kaspar Hiller in Gengenbach. Blasius Kolumban von Bender war ein Neffe von ihm.

## Wappen
Gespalten, in blau eine goldene Laubkrone mit durchgestecktem goldenem Hammer, darüber goldener Stern, dahinter drei grüne Kleeblätter. Der Hammer ist ein Hinweis auf die Namensherkunft vom Beruf des Küfers.